# Матчи СССР — США по хоккею
Матчевые встречи сборных СССР — США по хоккею с шайбой проходили с перерывами периодически с 1958 по 1990 гг. Встречи проходили в формате товарищеских матчей и не влияли на позиции сборных в мировом командном рейтинге, при этом являлись важными событиями в спортивной жизни обеих стран в сфере хоккея. Приезд сборной СССР в США, как правило, включал в себя матчи со сборной США и ведущими любительскими командами штатов.

## Перечень
Приводимые ниже даты встреч в США могут отличаться на одни сутки ввиду разницы во времени, поскольку в это время в Москве были уже следующие сутки, а в самих США из-за разницы в часовых поясах, даты также могли быть разными на Восточном и Западном побережье.
| Год  | Дата       | Место            | Арена                       | Победитель | Счёт  | Счёт    | Счёт    | Счёт    | Характер встречи          |
| Год  | Дата       | Место            | Арена                       | Победитель | матча | периоды | периоды | периоды | Характер встречи          |
| ---- | ---------- | ---------------- | --------------------------- | ---------- | ----- | ------- | ------- | ------- | ------------------------- |
| 1958 | 17 декабря | Москва           | Дворец спорта ЦС им. Ленина | СССР       | 5:3   | 2:0     | 2:1     | 1:2     | матч сборных команд       |
| 1959 | 1 января   | Нью-Йорк         | Madison Square Garden       | ничья      | 5:5   | 4:2     | 0:3     | 1:0     | матч сборных команд       |
| 1959 | 3 января   | Миннеаполис      | Williams Arena              | СССР       | 8:3   | 3:1     | 4:1     | 1:1     | матч сборных команд       |
| 1959 | 4 января   | Хиббинг          | Hibbing Memorial Arena      | СССР       | 7:1   | 1:0     | 1:1     | 5:0     | матч сборных команд       |
| 1959 | 6 января   | Детройт          | Olympia Stadium             | СССР       | 7:3   | 1:1     | 4:0     | 2:2     | показательные выступления |
| 1959 | 9 января   | Колорадо-Спрингс | Broadmoor Ice Palace        | СССР       | 11:5  | 2:2     | 4:0     | 5:3     | показательные выступления |
| 1959 | 10 января  | Колорадо-Спрингс | Broadmoor Ice Palace        | ничья      | 4:4   | 2:3     | 1:0     | 1:1     | показательные выступления |
| 1959 | 12 января  | Бостон           | Boston Garden               | СССР       | 11:1  | 3:1     | 5:0     | 3:0     | показательные выступления |
| 1959 | 14 января  | Филадельфия      | Philadelphia Arena          | ничья      | 3:3   | 0:0     | 2:1     | 1:2     | показательные выступления |
| 1963 | 8 февраля  | Москва           | Дворец спорта ЦС им. Ленина | СССР       | 12:0  | 4:0     | 4:0     | 4:0     | матч сборных команд       |
| 1963 | 9 февраля  | Москва           | Дворец спорта ЦС им. Ленина | СССР       | 12:3  | 1:0     | 4:1     | 7:2     | матч сборных команд       |
| 1964 | 19 января  | Москва           | Дворец спорта ЦС им. Ленина | СССР       | 11:2  | 4:0     | 3:1     | 4:1     | матч сборных команд       |
| 1964 | 21 января  | Москва           | Дворец спорта ЦС им. Ленина | СССР       | 12:1  | 5:0     | 4:0     | 3:1     | матч сборных команд       |
| 1967 | 17 декабря | Дулут            | Duluth Arena Auditorium     | СССР       | 5:3   | 0:2     | 2:0     | 3:1     | матч сборных команд       |
| 1967 | 19 декабря | Миннеаполис      | Metropolitan Sports Center  | СССР       | 3:2   | 1:1     | 1:0     | 1:1     | матч сборных команд       |
| 1967 | 21 декабря | Спокан           | Spokane Coliseum            | СССР       | 5:1   | 3:0     | 2:0     | 0:1     | показательные выступления |
| 1967 | 30 декабря | Колорадо-Спрингс | Broadmoor World Arena       | СССР       | 8:1   | 2:0     | 4:1     | 2:0     | показательные выступления |
| 1976 | 31 августа | Монреаль         |                             | СССР       | 5:4   | 1:1     | 3:0     | 1:3     | матч сборных команд       |
| 1980 | 9 февраля  | Нью-Йорк         | Madison Square Garden       | СССР       | 10:3  | 4:0     | 2:1     | 4:2     | матч сборных команд       |
| 1990 | 21 июля    | Окленд           | Oakland Coliseum Arena      | США        | 3:1   | 2:0     | 0:0     | 1:1     | матч сборных команд       |
| 1990 | 22 июля    | Портленд         | Portland Memorial Coliseum  | СССР       | 5:3   | 0:1     | 1:2     | 4:0     | матч сборных команд       |

| Год  | Дата      | Место  | Арена                            | Победитель            | Счёт  | Счёт    | Счёт    | Счёт    | Характер встречи |
| Год  | Дата      | Место  | Арена                            | Победитель            | матча | периоды | периоды | периоды | Характер встречи |
| ---- | --------- | ------ | -------------------------------- | --------------------- | ----- | ------- | ------- | ------- | --- |
| 1959 | 16 ноября | Москва | Центральный стадион имени Ленина | ЦСК МО                | 12:3  | 3:2     | 6:1     | 3:0     | матчи команды-победительницы национальных соревнований Ассоциации любительского хоккея США («Броктон») против советских команд |
| 1959 | 17 ноября | Москва | Центральный стадион имени Ленина | Крылья Советов        | 17:1  | 3:0     | 5:0     | 9:1     | матчи команды-победительницы национальных соревнований Ассоциации любительского хоккея США («Броктон») против советских команд |
| 1959 | 18 ноября | Москва | Центральный стадион имени Ленина | Сборная клубов Москвы | 17:0  | 6:0     | 7:0     | 4:0     | матчи команды-победительницы национальных соревнований Ассоциации любительского хоккея США («Броктон») против советских команд |
| 1959 | 20 ноября | Москва | Центральный стадион имени Ленина | Сборная клубов Москвы | 12:3  | 4:0     | 3:3     | 5:0     | матчи команды-победительницы национальных соревнований Ассоциации любительского хоккея США («Броктон») против советских команд |
| 1959 | 22 ноября | Москва | Центральный стадион имени Ленина | Динамо                | 4:0   | 0:0     | 2:0     | 2:0     | матчи команды-победительницы национальных соревнований Ассоциации любительского хоккея США («Броктон») против советских команд |